# Corridonia
Corridonia (Montolmo fino al 1851, Pausula dal 1851 al 1931, Curidònia in dialetto locale) è un comune italiano di 14 665 abitanti in provincia di Macerata nelle Marche.

## Geografia fisica

### Territorio
Il centro è situato a 255 m s.l.m., sullo spartiacque tra le valli del Chienti e del Cremone.

## Storia

### Montolmo
Documentato come castello almeno dal 1115, tra il 1306 e il 1317 visse un periodo di splendore come sede del Parlamento generale delle Marche. Nel 1433 il castello fu distrutto da Francesco Sforza e in seguito ricostruito. Il nome antico, Mont’Olmo, poi Montolmo, derivava da un antico olmo secolare che si elevava sulla sommità dell'abitato, davanti a Santa Maria in castello. La pianta morì nel 1831.

### Pausula moderna
Nel 1851, il cardinale Giuseppe Ugolini, con gli auspici fatti e tramite la sua mediazione accolta dal pontefice Pio IX, rese possibile l’elevazione di Montolmo al grado e onore di città, attribuendole il nome dell’antica città romana di Pausulae. Anche il sigillo della comunità venne modificato: al suo scudo fu aggiunta, sopra l’olmo, una fenice risorgente dalle sue ceneri.
Nel periodo ottocentesco, la città faceva parte dello Stato della Chiesa. In seguito al plebiscito del 4 e 5 novembre 1860, con cui i Piemontesi dovevano legittimare l’invasione dei territori, si raggiunse l’annessione al Regno d'Italia. Le votazioni si svolsero sotto la supervisione delle truppe piemontesi, che assistevano alle elezioni, ma non votavano: per questo non furono considerate completamente libere. A Pausula su 2128 iscritti (con una popolazione complessiva di 8 200 abitanti) votarono il 30,67% (653 persone) con 649 sì e 4 no.
Dopo l’unificazione dell’Italia, fu istituita il 25 novembre 1884 una strada ferrata per la recente Pausula con stazione omonima; in seguito furono create delle scuole, un ufficio telegrafico, una tipografia, una cassa di risparmio con deposito di pegni, un asilo infantile molto frequentato, un orfanotrofio femminile, e un ospizio di carità. D’altra parte crebbe il disprezzo nei confronti del governo di Roma e verso il clero, a seguito del diffondersi di idee anticlericali. La principale attività del comune, la tessitura della canapa, andò in crisi.
Nel Risorgimento non si registrano particolari avvenimenti a Pausula, ma si sono distinti vari personaggi illustri, tra cui Antonio Mollari e il cardinale Giuseppe Ugolini.

### Corridonia
Nel 1931 la città venne dedicata all'eroe di guerra e sindacalista Filippo Corridoni, nativo del luogo.

## Monumenti e luoghi d'interesse
Il borgo antico conserva alcuni tratti di mura ed edifici monumentali, tra cui la parrocchiale a cui è annessa un'interessante pinacoteca.
- Chiesa di San Claudio al Chienti
- Chiesa dei Santi Pietro, Paolo e Donato
- Chiesa di San Francesco
- Chiesa di Sant'Agostino
- Monastero degli Zoccolanti (Corridonia)[9]

Al n.1 di via Roma si trova una casa trecentesca con finestre decorate da elementi in terracotta. In piazza Corridoni si trova il monumento a Filippo Corridoni, scolpito da Oddo Aliventi nel 1936. In via Lanzi, al n. 6, si trova la casa natale dell'abate Luigi Lanzi, con una lapide che ricorda il letterato sopra l'arco d'ingresso al cortile interno. La Porta Romana (1790) fu disegnata da Giuseppe Valadier.
In contrasto con il tessuto medievale del centro storico di Corridonia si estende, nel punto più elevato del centro abitato, Piazza Corridoni. La piazza è un esempio ben conservato di architettura razionalista italiana che ripropone ed esalta tutti gli elementi del fascismo: il marmo bianco, i colonnati, una fontana e le sculture in bronzo. Al centro svetta la statua dell'eroe sindacalista Filippo Corridoni (inaugurata dallo stesso Mussolini), la cui vicenda umana, storica e politica è stata spesso oggetto di dibattito per una sua revisione ideologica per gli scopi del regime.

## Società

### Evoluzione demografica
Abitanti censiti

### Etnie e minoranze straniere
Secondo i rilevamenti dell'ISTAT, i cittadini stranieri residenti a Corridonia al 31 dicembre 2006 erano 1190, al 31 dicembre 2009 erano 1756 e al 1º gennaio 2015, 1799. Le nazionalità maggiormente rappresentate erano:
| Nazionalità        | 31 dicembre 2006 | 31 dicembre 2009 | 1º gennaio 2015 |
| ------------------ | ---------------- | ---------------- | --------------- |
| Pakistan           | 452              | 565              | 558             |
| Macedonia del Nord | 229              | 292              | 337             |
| Romania            | 80               | 266              | 329             |
| Cina               | 112              | 195              | 165             |

## Cultura

### Musei
- Pinacoteca parrocchiale, ubicata nei locali della Canonica della chiesa dei Santi Pietro, Paolo e Donato, che conserva, tra altre opere, la Madonna di Corridonia (1472 circa) di Carlo Crivelli.
- Pinacoteca civica e raccolta d’Arte sacra, custodita all’interno del Palazzo Persichetti – Ugolini. Conserva opere di Durante Nobili, dei fratelli Morganti, Francesco Trevisani, Sigismondo Martini[13] e una tela con la Madonna in gloria con i Santi Donato, Francesco di Paola, Francesco Saverio, Filippo Neri e Francesco Borgia firmata da Giovanni Maria Morandi e datata 1711, proveniente dalla Chiesa parrocchiale dei Santi Pietro, Paolo e Donato.[14]

### Eventi
A cavallo tra i mesi di agosto e settembre di ogni anno si svolge la Contesa della Margutta, rievocazione storica ambientata nel Medioevo. Si svolge secondo le modalità della giostra equestre; i cavalieri devono colpire, dopo un percorso a otto, un bersaglio posto su un fantoccio con le fattezze di donna poco avvenente (margutta, in dialetto).
Tradizionale Infiorata del Corpus Domini lungo le vie del centro storico percorse dalla processione religiosa, nella giornata della ricorrenza.
Nella 3ª settimana di luglio presso l'abbazia di San Claudio si svolge la "Festa della Birra di San Claudio", una tra le più caratteristiche della provincia di Macerata.

## Economia

### Artigianato
Tra le attività economiche più tradizionali, diffuse e attive vi sono quelle artigianali, come la rinomata produzione di articoli per arredamento, in vimini o in midollino, e la lavorazione della pelletteria.

## Amministrazione

Gonfalone civico

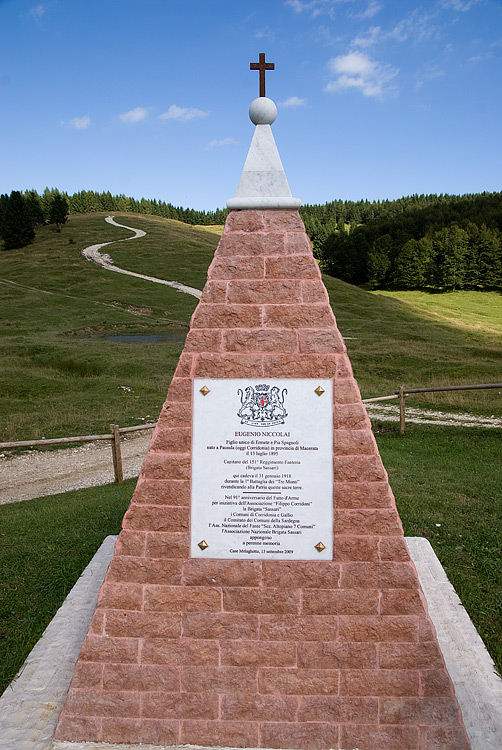
il monumento sull'Altopiano di Asiago a Eugenio Niccolai, morto durante la Battaglia dei Tre Monti

| Periodo          | Periodo          | Primo cittadino    | Partito              | Carica                  | Note          |
| ---------------- | ---------------- | ------------------ | -------------------- | ----------------------- | ------------- |
| 9 ottobre 1985   | 31 luglio 1990   | David Bevilacqua   | Democrazia Cristiana | Sindaco                 | [ 16 ]        |
| 13 luglio 1990   | 25 febbraio 1994 | David Bevilacqua   | Democrazia Cristiana | Sindaco                 | [ 16 ] [ 17 ] |
| 25 febbraio 1994 | 13 giugno 1994   | Viviana Pianesi    |                      | Commissario prefettizio | [ 16 ]        |
| 13 giugno 1994   | 25 maggio 1998   | Sandro Giustozzi   | Forza Italia         | Sindaco                 | [ 16 ]        |
| 25 maggio 1998   | 28 maggio 2002   | Sandro Giustozzi   | Lista civica         | Sindaco                 | [ 16 ]        |
| 28 maggio 2002   | 29 maggio 2007   | Alberto Emiliani   | Lista civica         | Sindaco                 | [ 16 ]        |
| 29 maggio 2007   | 7 maggio 2012    | Nelia Calvigioni   | Lista civica         | Sindaco                 | [ 16 ]        |
| 7 maggio 2012    | 13 giugno 2017   | Nelia Calvigioni   | Lista civica         | Sindaco                 | [ 16 ]        |
| 13 giugno 2017   | 26 giugno 2022   | Paolo Cartechini   | Corridonia Insieme   | Sindaco                 | [ 16 ]        |
| 27 giugno 2022   | in carica        | Giuliana Giampaoli | Lista civica         | Sindaco                 | [ 16 ]        |

## Sport
Il Corridonia Calcio dai colori rossoverdi milita in Promozione, il San Claudio disputa la Prima Categoria, il CSKA Corridonia e il Colbuccaro militano in 2ª Categoria e la SGC Corridoniense milita in Terza Categoria.
Altre società cittadine sono:
- Associazione Pallavolo Corridonia, nata nel 1984, comprende una squadra femminile e una maschile di pallavolo;
- Asd Atletica Pausola, nata nel 1994, atletica leggera
- Circolo Tennis Corridonia, 1 campo indoor, 2 campi outdoor (terra rossa);
- Real Trading C5, squadra di calcio a 5 di Serie D che disputa le partite casalinghe presso l'impianto in contrada Cigliano.
- Sacen Corridonia, società di atletica leggera nata nel 1954.

## Galleria d'immagini

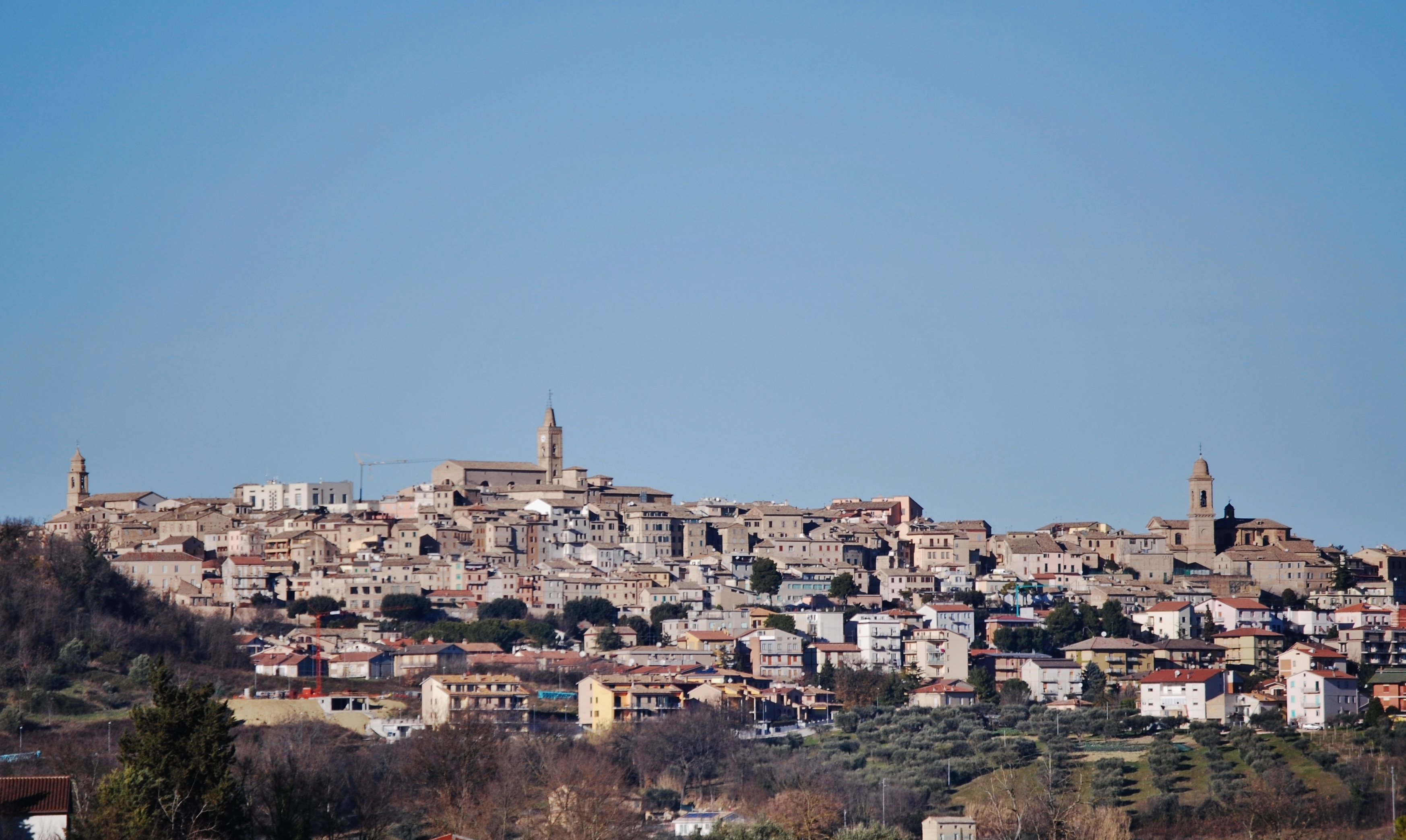
Panorama
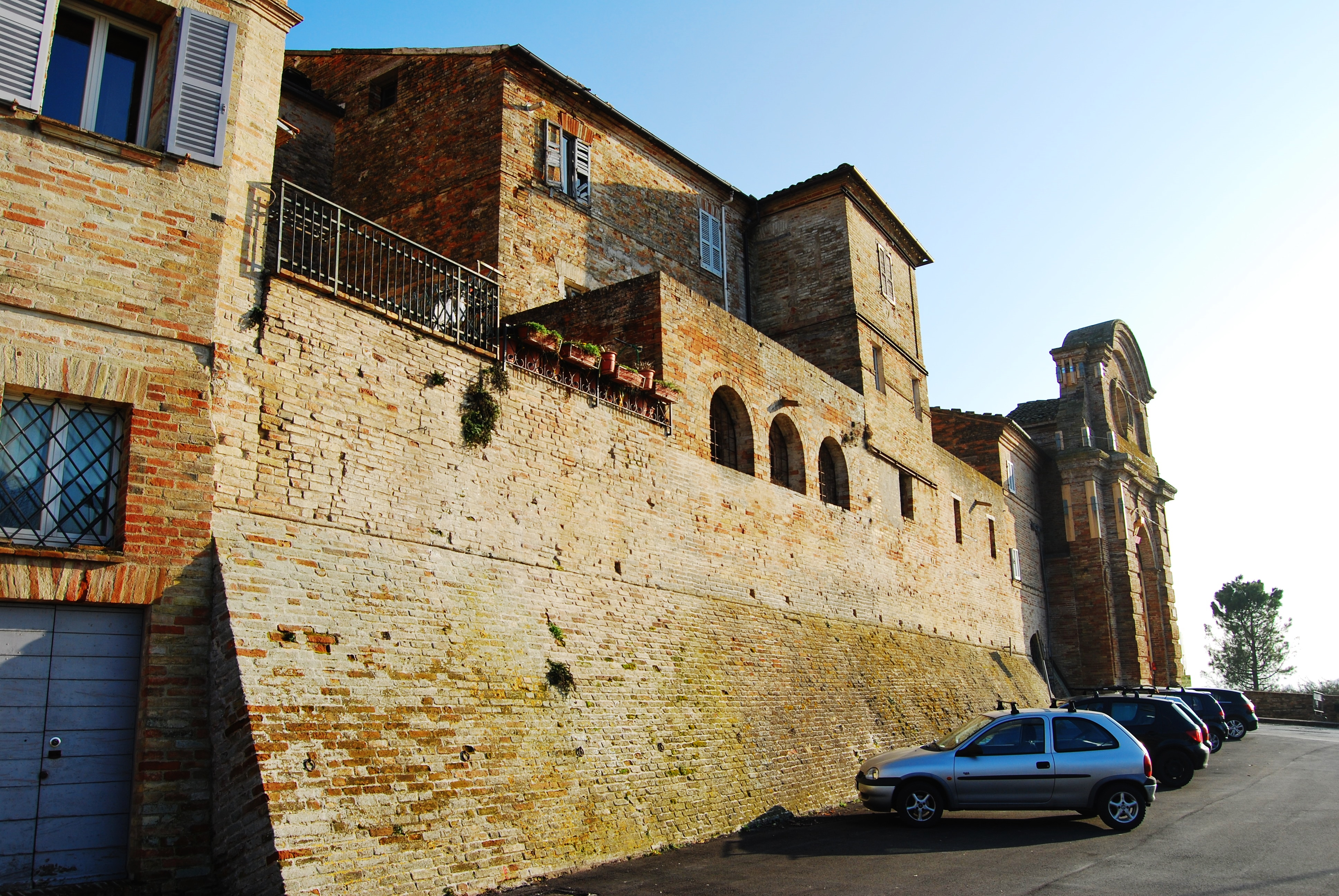
Porta Romana
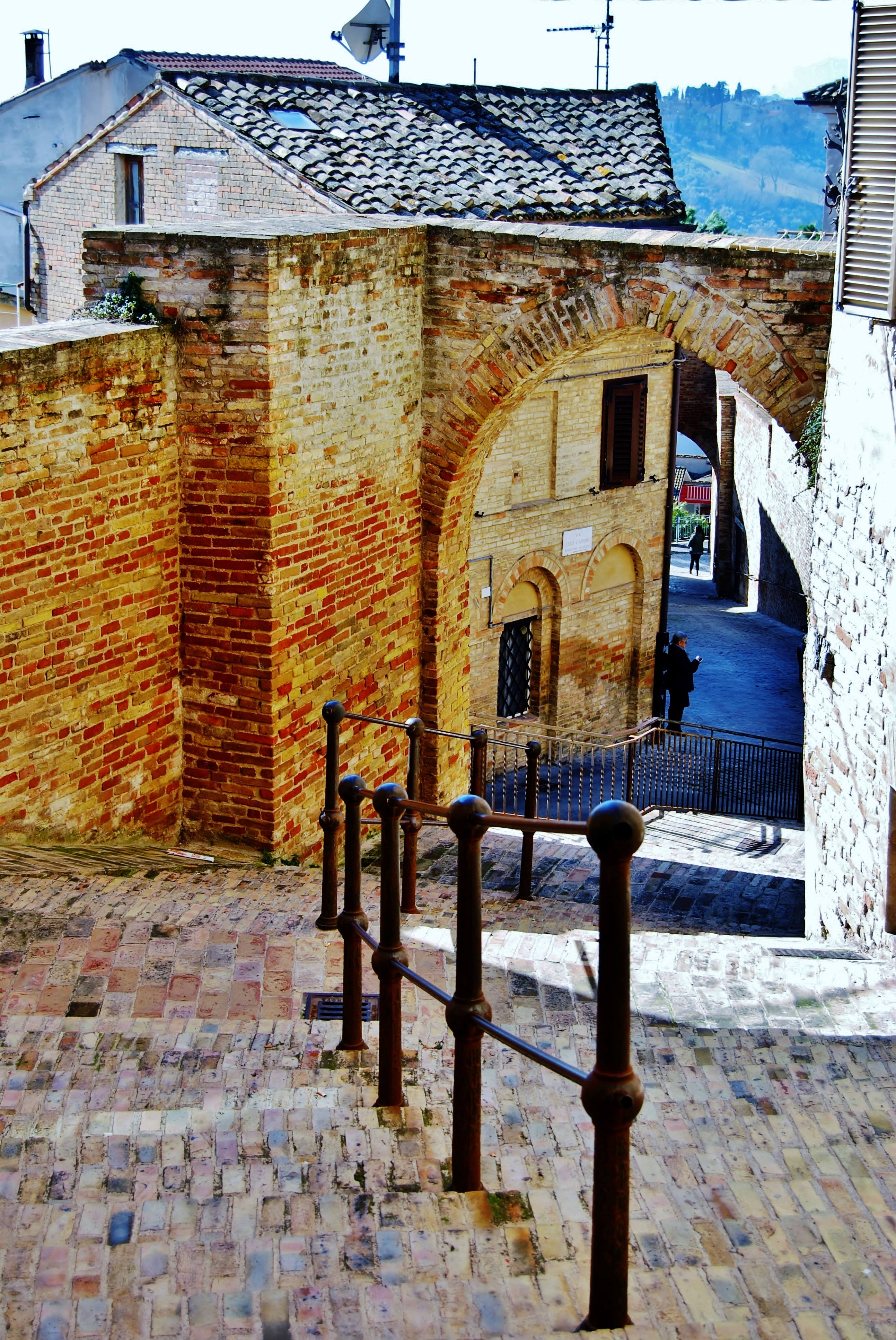
Via A. Diaz
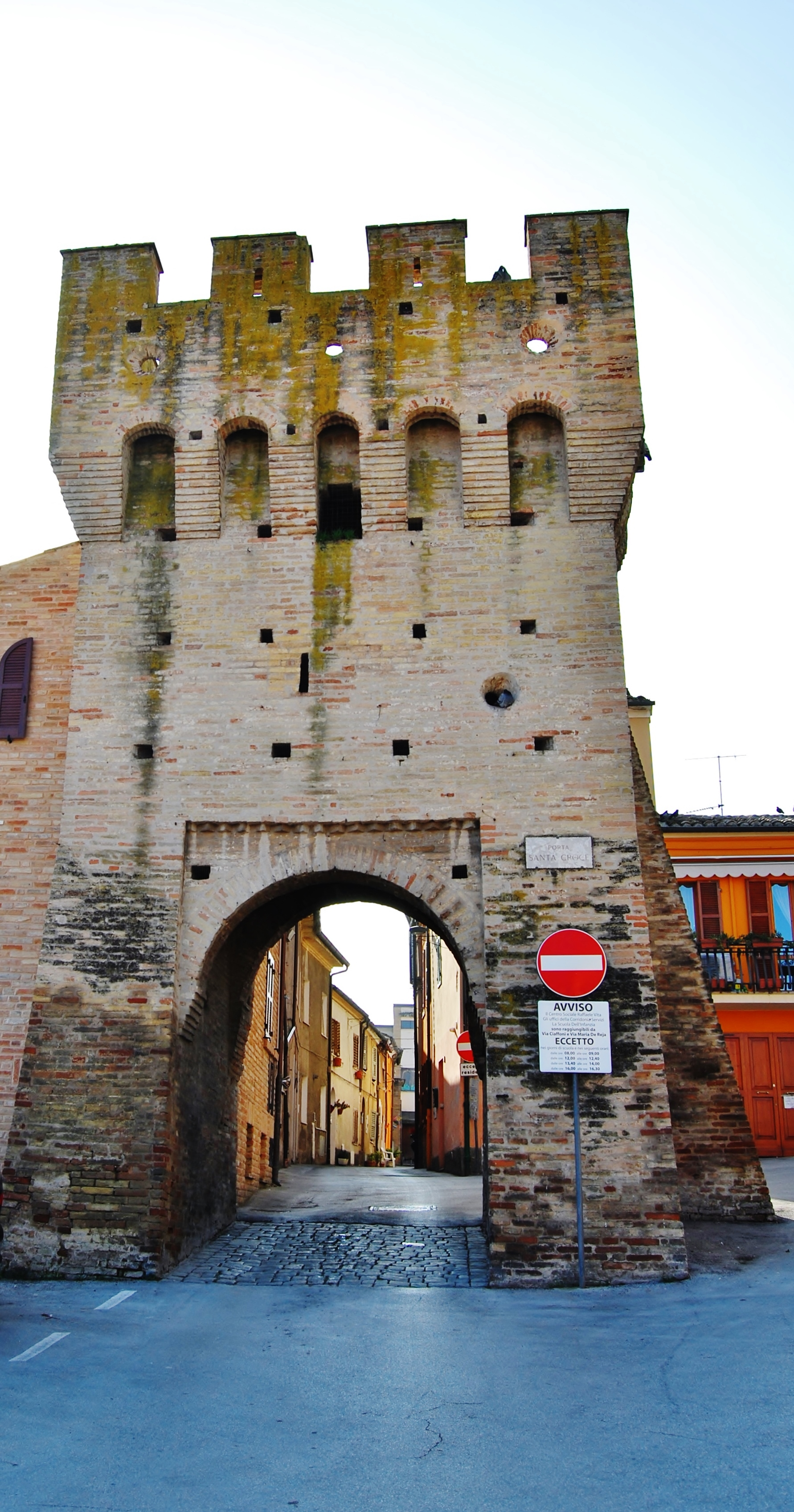
Porta S. Croce